# Iglesia de Acheiropoietos

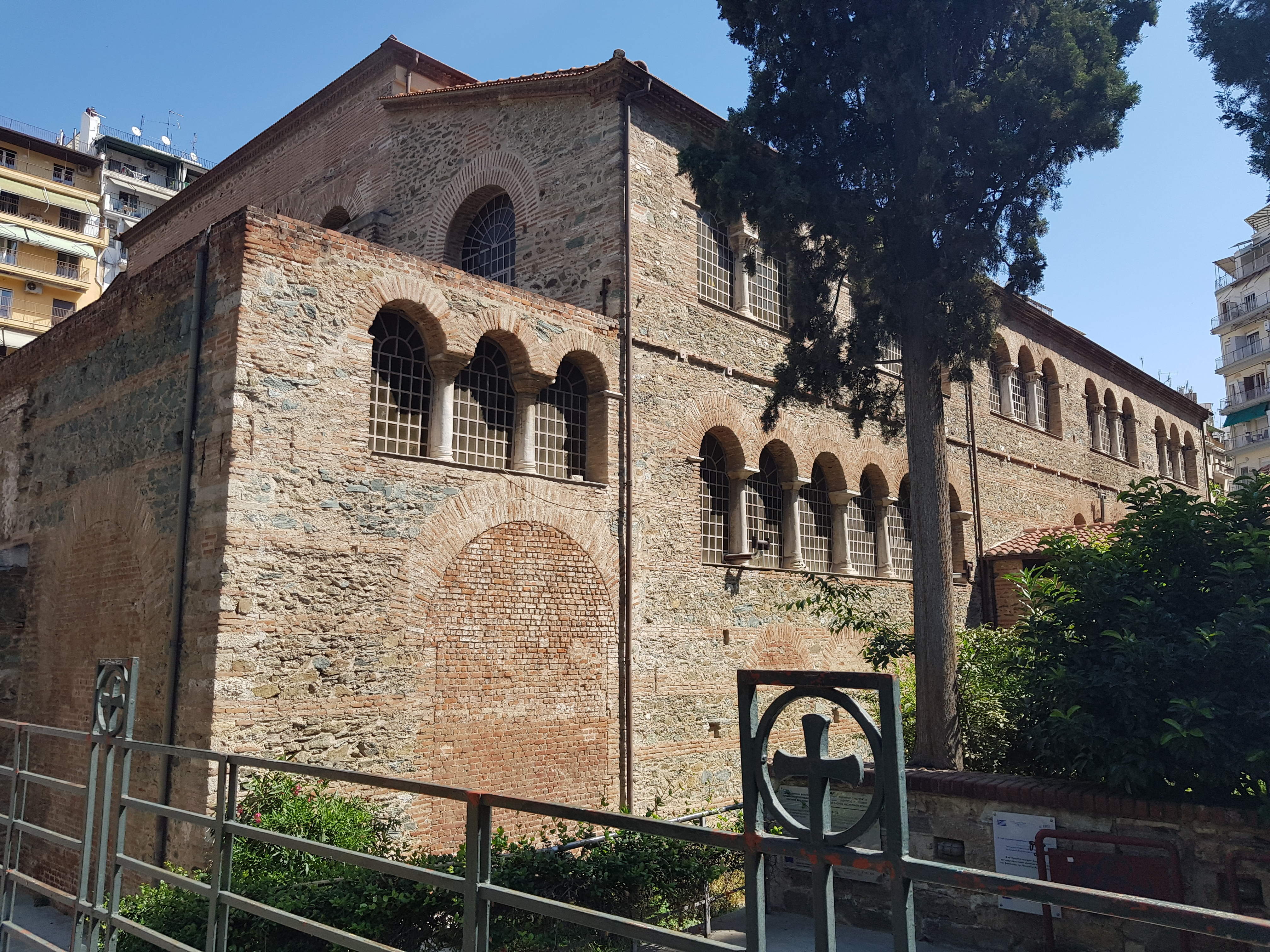
Vista trasera

 La Iglesia de los Acheiropoietos (en griego: [Παναγία] Ἀχειροποίητος) es una iglesia bizantina del siglo V situada en la ciudad de Salónica, en el norte de Grecia. Se encuentra en el centro de la ciudad, en la calle Agias Sofias, frente a la plaza Makedonomachon.

## Historia y descripción

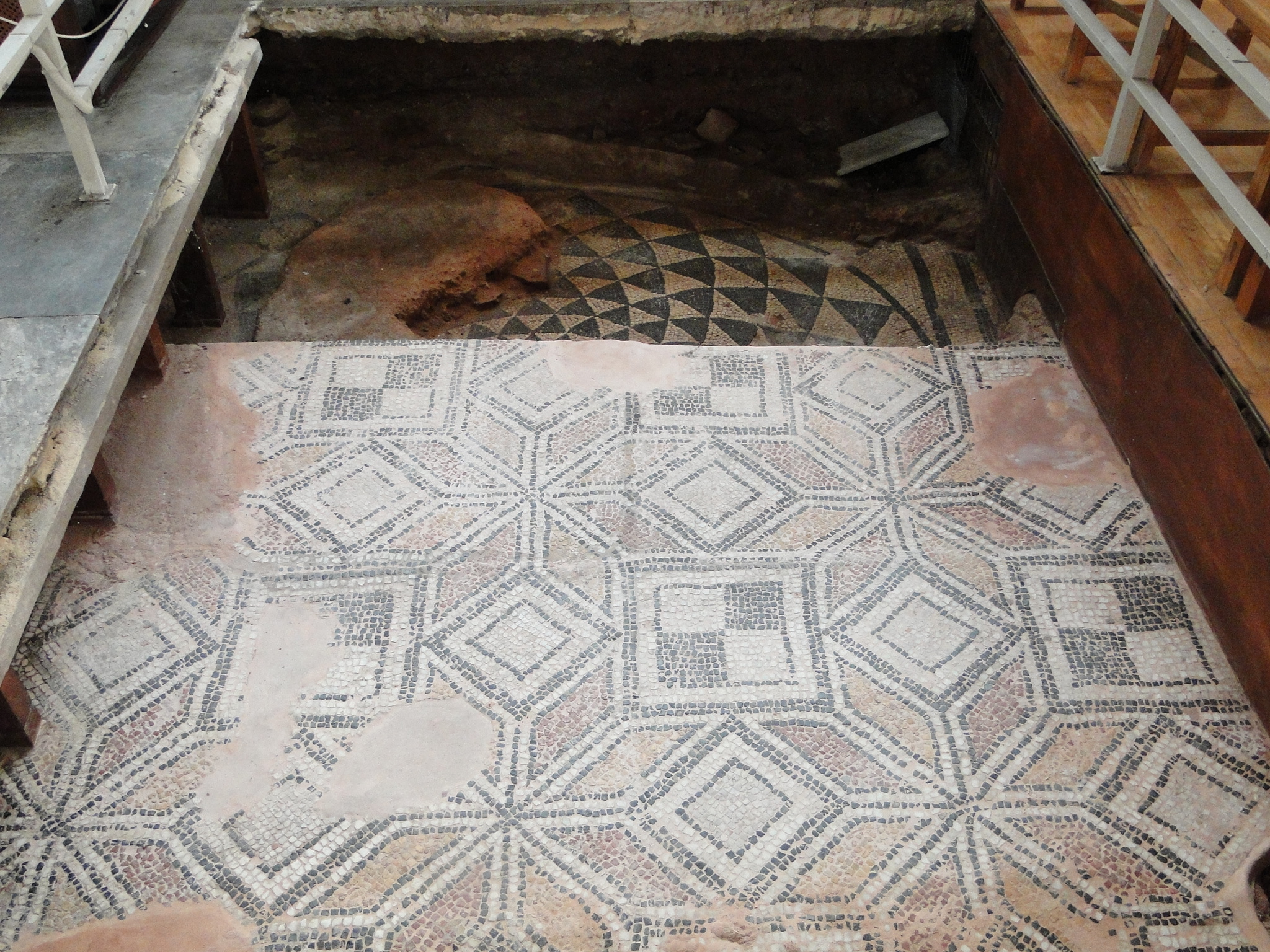
Piso de la era romana

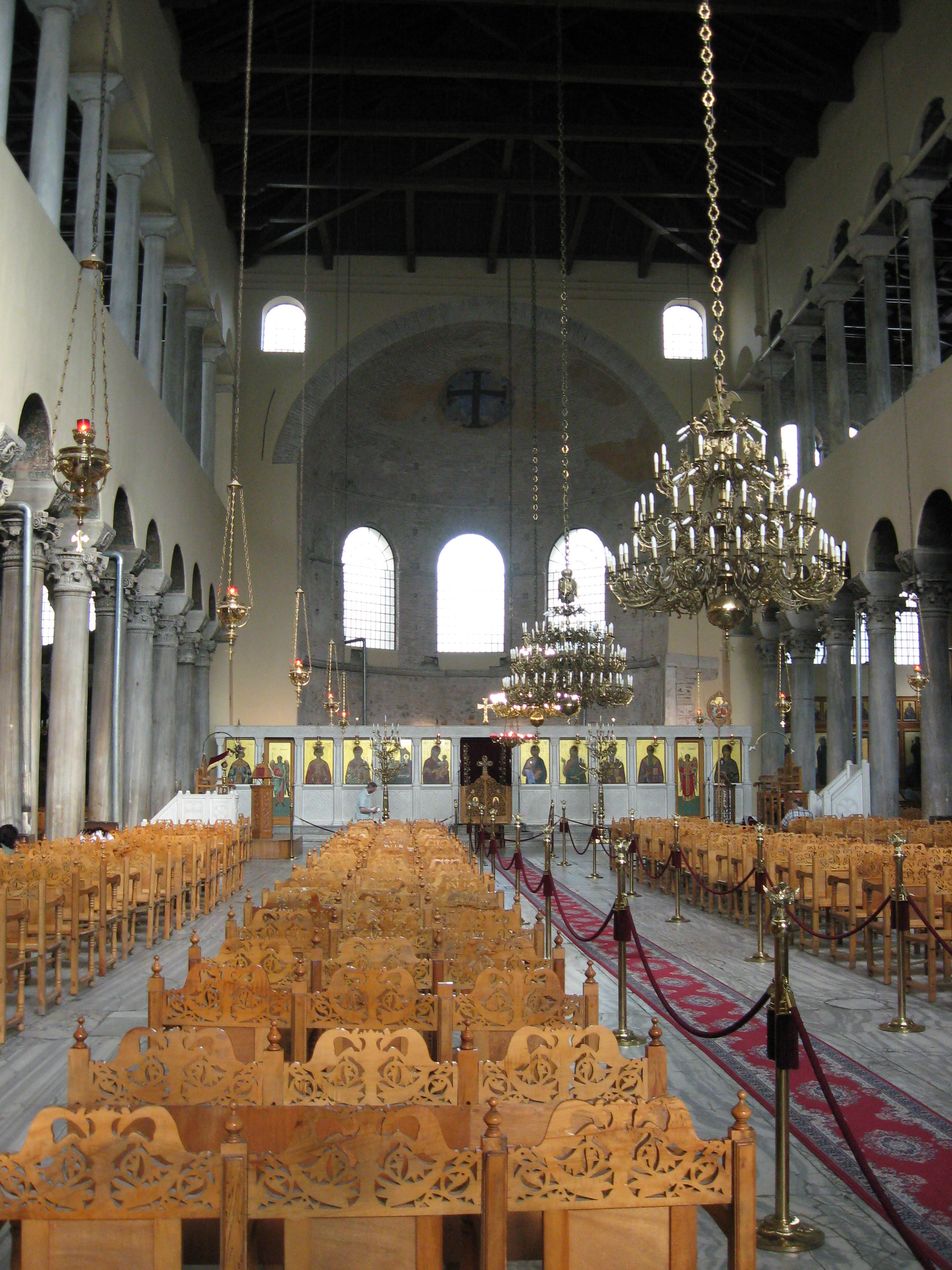
Interior

El Acheiropoietos datan sus ladrillos y mosaicos desde  450-470 ca, por lo que es quizás la primera de las iglesias sobrevivientes de la ciudad. Fue modificado en el séptimo y nuevamente en los siglos XIV-XV. Conocido como el Panagia Theotokos en la época bizantina, está dedicado a la Virgen María. Su nombre actual se atestigua por primera vez en 1320, presumiblemente después de un ícono milagroso de Vera icon acheiropoietos ("no hecho a mano") de Panagia Hodegetria que se encontraba allí. Fuentes bizantinas también indican que el culto al santo patrón de la ciudad, San Demetrio, también se practicaba allí.  

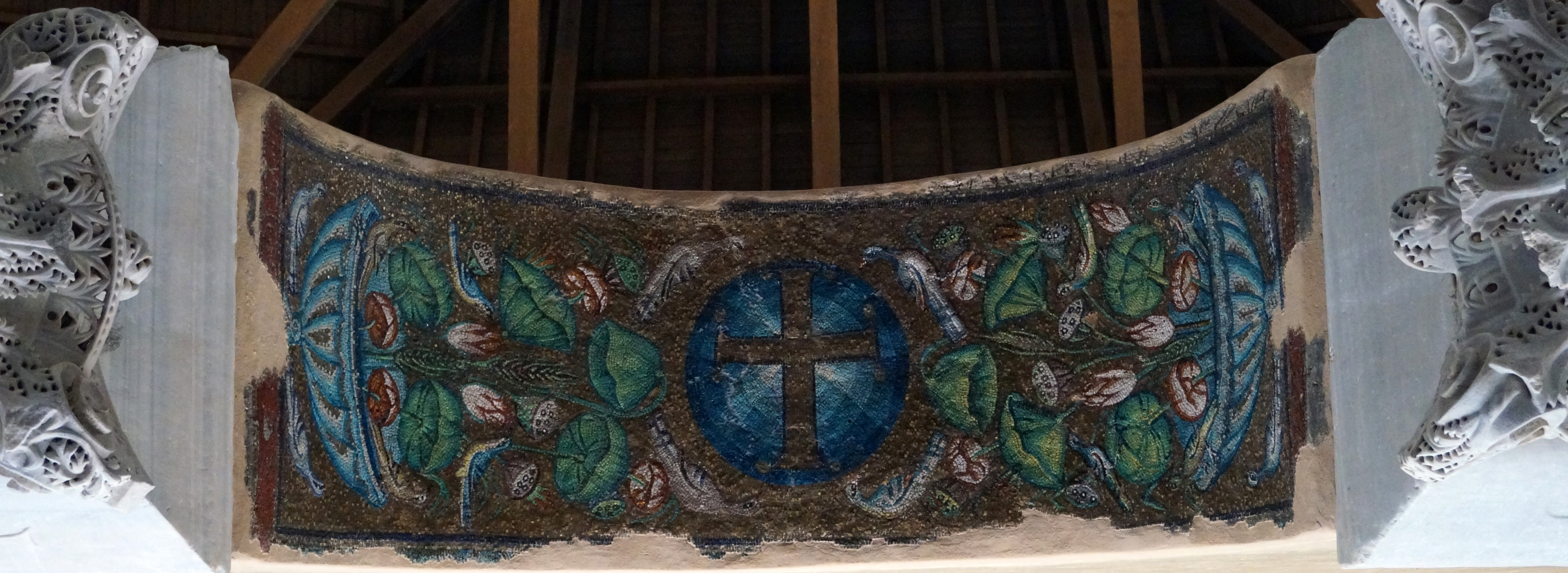
Mosaico

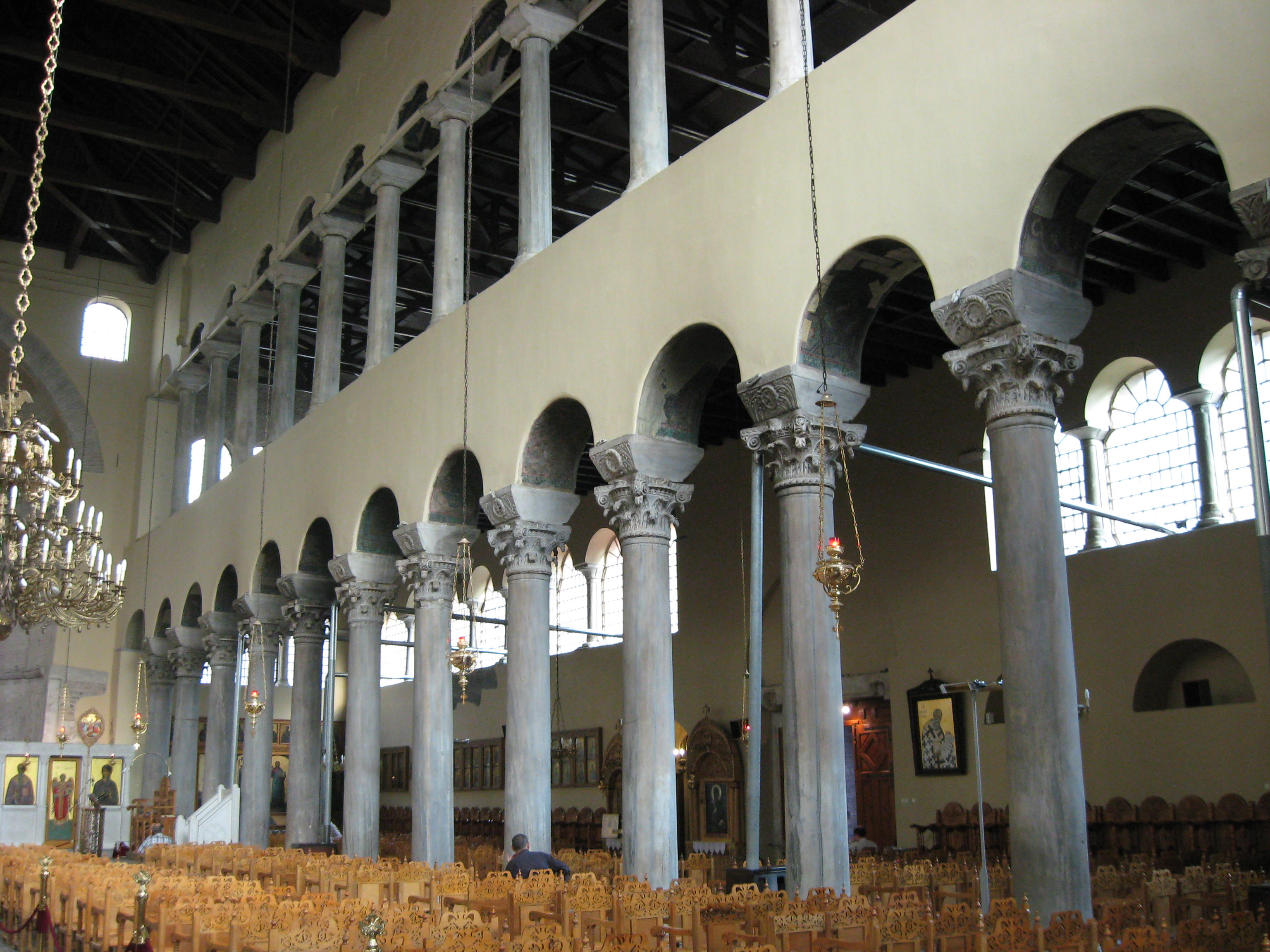
Interior

El edificio es una basílica de tres naves, de unos 28 m de ancho y 36,5 m de largo, con techo de madera. Su extremo oriental es una bóveda semicircular, mientras que en el lado occidental sobrevive un narthex, flanqueado por torres, y restos de un exonarthex. Los tres pasillos están separados por columnas, mientras que los dos pasillos laterales tienen galerías sobre ellos. En el extremo oriental del pasillo lateral norte, se adjunta una capilla bizantina dedicada a Santa Irene. En la esquina noroeste de la basílica, sobrevive la escalera que conduce a las galerías. La entrada actual es a través de una abertura de triple arco (tribelon) que conecta el nártex con la nave principal, mientras que en el lado sur hay una entrada monumental, que probablemente conectaba la iglesia con la vía de la era bizantina de la ciudad. Otro pequeño edificio contiguo en el lado sur ha sido identificado como el baptisterio de la iglesia. El techo moderno es más bajo que el original, donde la sección sobre la nave central se elevó para permitir la entrada de luz.
Las partes sobrevivientes de rica decoración en el interior de la iglesia incluyen capiteles Jónicos  del siglo quinto procedentes de un tallerconstantinopolitano, los verdes de mármol tesalias columnas de la tribelon, el original proconesio pavimento de mármol de la nave central, y fragmentos de mosaicos decorativos del siglo quinto. Contiene frescos de principios del siglo XIII que representan a los Cuarenta Mártires de Sebaste, están adornando el lado sur. Debajo del pavimento actual del pasillo norte, se descubrieron tres capas de mosaicos del piso de un baño de la era romana.
Después de la conquista otomana de la ciudad en 1430, la Acheiropoietos fue la primera iglesia convertida en mezquita por el mismo Sultán Murad II. Durante todo el período otomano, siguió siendo la mezquita principal de la ciudad bajo el nombre de Eski Camii ("Mezquita Vieja"). Una inscripción de Murad se mantiene en la columnata del norte, en la octava columna desde el este.

## Otras lecturas
- Weitzmann, Kurt, ed., Edad de la espiritualidad: antigüedades tardías y arte cristiano temprano, del siglo III al séptimo, no. 587, 1979, Metropolitan Museum of Art, Nueva York, ISBN 9780870991790

- Datos: Q1584774
- Multimedia: Church of the Acheiropoietos / Q1584774